# Natalán
Natalán o Natalano de Aberdón (f. 678), también Nathalan, Nachlan o Nauchlan, es un santo en la Iglesia católica, quien era activo en el distrito hoy conocido como Aberdeenshire, Escocia. Su festividad es el 8 de enero.

## Vida

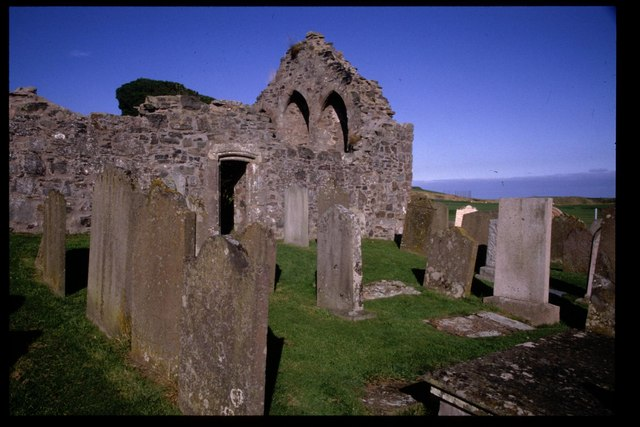
Cowie kirk, originalmente dedicado a St. Nathalan

Nathalan nació en el pueblo de Tullich, por lo que finalmente fue nombrado obispo. La primera iglesia en Tullich fue fundada por Nathalan en el siglo VII. También construyó iglesias en Bothelim y Colle. Era un noble que cultivaba. Poseía una gran propiedad, que cultivó y distribuyó su cosecha generosamente a los pobres.  Fue uno de los apóstoles de ese país.
Nathalan tiene fama de haber construido la primera capilla en el acantilado en Cowie en algún momento durante el siglo VII.

## Leyenda
Según la leyenda, un verano muy lluvioso, el santo, en un momento de debilidad, maldijo la lluvia que obstaculizaba la cosecha. En penitencia por su gran pecado al maldecir la creación de Dios, Nathalan cerró el brazo derecho con la pierna derecha, arrojó la llave al río Dee y se dirigió a Roma para buscar el perdón. Al llegar a Roma se sentó a cenar. Sin embargo, cuando abrió el pescado que tenía delante, encontró la llave que había arrojado al Dee muchos meses antes. Una piscina en el río cercano todavía se conoce como "la piscina de la llave" por este motivo.

## Legado
La iglesia de San Natalán en Ballater lleva su nombre. Una de las vidrieras del baptisterio de la Iglesia de Santiago Apóstol en Stonehaven rinde homenaje a San Nathalan.
La Logia Masónica de Ballater, fundada en mayo de 1815, se llama "La Logia de San Nathalan de Tullich-in-Mar" y es el número 259 en la lista de la Gran Logia de Escocia.
Nathalan es uno de los santos representados en los Murales del Milenio en la Catedral de Santa María, Aberdeen.